# Абстрактный хип-хоп
Абстрактный хип-хоп (абстрактный рэп, экспериментальный хип-хоп) — поджанр хип-хопа, являющийся его андеграундным направлением, хотя также встречается в исполнении и рэперов мировой сцены.
Абстрактный хип-хоп является разновидностью альтернативной музыки, однако его отличительной чертой является не звучание, а смысловая направленность текстов. Содержание треков может быть разным — от философских рассуждений о жизни и смерти, одиночества и духовности до обнажения социальных проблем.
В основе минуса абстрактного хип-хопа может лежать самая разнообразная музыка. Это могут быть джазовые семплы, сочетающиеся с эффектами из нойза, также элементы баллады, блюза и многие другие. Некоторые исполнители накладывают свой речитатив даже на IDM.